# Тадеуш Пајпер
Тадеуш Пајпер (пољ. Tadeusz Peiper; 3. маја 1891 — 10. новембра 1969) је био пољски теоретичар авангарде, песник, прозни и драмски писац и критичар. Оснивач је часописа „Скретница“ (пољ. Zwrotnica).

## Биографија
Студирао је у Кракову, Паризу и Берлину. Између 1915. и 1920. живео је у Шпанији и био близак ултраизму, а у почетку, у Пољској био му је близак футуризам. Неговао је култ града, маса и машине. Своју теорију поезије изнео је у књизи Нова уста (пољ. Nowe usta), која је била крајње рационалистичка. У први план стављала је занат. У области језика створио је теорију метафоре. Експериментисао је са коришћењем колоквијализама, али без већег успеха. Борио се са традиционалистичком лириком, односно с поезијом као надахнућем. Одбацивао је ирационално у уметности, ослањање на фолклор и примитивизам. Начелу непосредности осећања супротстављао је начело стварања еквивалената осећања. Еквивалентом је сматрао слику која се темељила на савременој метафори или појмовној вези којој у реалном свету не одговара ништа. Према његовом мишљењу, метафора у поезији је имала улогу какву су у сликарству имале апстрактне форме. Одбацивао је уверење да поезија мора бити искрена, то јест верна осећањима, и сматрао да је за песника најважнија „искреност према поезији“. Поезију је уопште третирао као „свесну конструкцију лепих реченица“. Посебно се бавио поетским ритмом, који је према његовом мишљењу „ритам реченице“. Иако је одбацивао традиционалну версификацију, био је противник апсолутне песничке слободе. Уместо старих правила предлагао је нова, сложенија, нпр. тешку метафору. Објавио је неколико збирки песама у којима је практично показао шта је авангардна поезија: „А“, „Живе линије“ (пољ. Żywe linie), „Једном“ (пољ. Raz), „На пример“, „Поеме“; сценска дела.- „Шеста! Шеста!“, „С обзиром да га нема“; романи: „Има 22 године“ и „Проналазач Кристифор Колумбо“; теорија поезије и критика: „Нова уста“ (пољ. Nowe usta) и „Овуда“ (пољ. Tędy).
После избијања Другог светског рата отишао је у Лавов, а 1940. године га је НКВД ухапсио. Ослобођен је 1943. године. Био је члан „Савеза пољских патриота“ (пољ. Związek Patriotów Polskich) — политичке организације коју су чинили пољски комунисти у СССР–у.